# Waddycephalus vitiensis
Waddycephalus vitiensis is een kreeftachtigensoort uit de familie van de Sambonidae. De wetenschappelijke naam van de soort is voor het eerst geldig gepubliceerd in 1932 door Heymons.